# 바르텔레미 브뤼기에르
바르텔르미 브뤼기에르(프랑스어: Barthélemy Bruguiére, 1792년 2월 12일 - 1835년 10월 20일, 한국성 소(蘇))는 프랑스 파리 외방전교회의 선교사이자 천주교 조선교구의 초대 교구장(카프사의 명의 주교)이다.

## 사목
프랑스 랑그도크 지방의 레사크도드(Raissac d'Aude)에서 태어났으며, 카르카손 신학교에서 수학한 후 1815년에 사제품을 받았다. 사제서품을 받은 뒤에는 모교에서 신학과 철학을 가르쳤으며, 1825년에 파리 외방전교회에 입회하여 타이로 파견되어 그곳의 신학교 교수로 재임하였다. 1828년에는 시암 대목구(현재의 방콕 교구)의 부대목구장으로 임명되었고, 1829년 카프사의 명의주교로 서품되었다. 1831년에 조선 전교를 자청하여 조선 대목구가 설립됨과 동시에 초대 대목구장에 임명되었다(9월 9일). 브뤼기에르는 이미 1831년에 마카오에서 조선으로의 출발을 기다리고 있었으며, 1832년 주교 임명 소식을 받고 중국을 횡단하여 1835년 10월 19일에는 열하성에 도달하였으나, 뇌일혈로 인해 그곳에서 사망했다. 그의 <만주 여행기>는 달레가 쓴 <조선 교회사>라는 책 속에 실려 있다.

## 이장
그의 유해는 그의 후임이자 같이 조선으로 파견된 피에르 모방 신부에 의해 일단 그가 죽은 열하성 뻬리쿠에 묻혔으며, 1931년에 파리 외방전교회의 한국 선교 100주년을 맞아 용산의 성직자 묘지로 이장되었다.

## 참고 자료
- 이 문서에는 다음커뮤니케이션(현 카카오)에서 GFDL 또는 CC-SA 라이선스로 배포한 글로벌 세계대백과사전의 내용을 기초로 작성된 글이 포함되어 있습니다.

| 전임 (신설) | 제1대 천주교 조선대목구 대목구장 (1831.09.09 – 1835.10.20) | 후임 앵베르 |